# 당신은 누구시길래 (1979년 드라마)
《당신은 누구시길래》는 문화방송에서 1979년 9월 17일부터 1980년 3월 1일까지 방영한 일일 드라마이다.

## 기획 의도
두 남녀가 만나 결혼하고 부부가 되어 서로를 적응시켜 나가는 과정을 통해 결혼의 진정한 의미를
파헤친다는 내용의 드라마

## 등장 인물
- 이정길
- 김자옥
- 전양자
- 김용건
- 전운
- 정혜선
- 박근형
- 박원숙
- 임정하
- 김보연
- 홍성민
- 권미혜
- 김동현
- 이영후
- 김호영
- 정대홍
- 안재은
- 남영진
- 유경숙
- 송기윤
- 이숙
- 이창환
- 전인택
- 김인숙
- 이여주
- 이선영

## 수상
- 1979년 MBC 연기대상 TV부문 신인상 - 임정하

| 문화방송 일일연속극 5 (메인)                   | 문화방송 일일연속극 5 (메인)                         | 문화방송 일일연속극 5 (메인)              |
| 이전 작품                                      | 작품명                                               | 다음 작품                                 |
| ---------------------------------------------- | ---------------------------------------------------- | ----------------------------------------- |
| 하얀 민들레 (1979년 5월 7일 ~ 1979년 9월 15일) | 당신은 누구시길래 (1979년 9월 17일 ~ 1980년 3월 1일) | 나리집 (1981년 1월 5일 ~ 1981년 9월 12일) |